# Плугатарська сільська рада
| Плугатарська сільська рада — колишній орган місцевого самоврядування у Біловодському районі Луганської області з адміністративним центром у с. Плугатар. Історична дата утворення: в 1987 році. Сільській раді підпорядковані населені пункти: - с. Плугатар - с. Новоспасівка - с. Узлісся |

## Склад ради
Рада складається з 12 депутатів та голови.

### Керівний склад ради
| ПІБ                      | Основні відомості                                                    | Дата обрання | Дата звільнення |
| ------------------------ | -------------------------------------------------------------------- | ------------ | --------------- |
| Прус Лілія Володимирівна | Сільський голова, 1958 року народження, освіта, член народної партії | 26.03.2006   | 31.10.2010      |
| Прус Лілія Володимирівна | Сільський голова, 1958 року народження, освіта вища, позапартійна    | 31.10.2010   |                 |

Примітка: таблиця складена за даними джерела